# Sauga
Sauga (deutsch: Sauk bzw. Sauck) ist eine ehemalige Landgemeinde im estnischen Kreis Pärnu mit einer Fläche von 164,8 km². 2017 wurde Sauga in die Landgemeinde Tori eingegliedert.
Die Landgemeinde hatte 4154 Einwohner (Stand: 1. Januar 2017). Neben dem Hauptort Sauga umfasste sie die Dörfer Eametsa, Kiisa, Kilksamaa, Nurme, Pulli, Räägu, Rütavere, Tammiste, Urge und Vainu. In der Gemeinde Sauga lag der Flughafen Pärnu.
58 % der Gemeinde waren von Mooren und Wäldern bedeckt.
Sehenswert war das Museum von Pulli. Dort befand sich einer der ältesten Siedlungsorte Estlands, der auf das Jahr 9500 vor Christus datiert wird.